# Monanthotaxis
Genre
Monanthotaxis est un genre de plantes à fleurs de la famille des Annonaceae. Il comprend 56 espèces réparties dans les régions tropicales et subtropicales d'Afrique et de Madagascar.

## Liste d'espèces
Selon Catalogue of Life (27 juillet 2017) :
- Monanthotaxis ambrensis (Cavaco & Keraudren) Verdc.
- Monanthotaxis angustifolia (Exell) Verdc.
- Monanthotaxis barteri (Baill.) Verdc.
- Monanthotaxis bicornis (Boutique) Verdc.
- Monanthotaxis boivinii (Baill.) Verdc.
- Monanthotaxis bokoli (De Wild. & T. Durand) Verdc.
- Monanthotaxis brachytricha (Diels) Verdc.
- Monanthotaxis buchananii (Engl.) Verdc.
- Monanthotaxis caesia (Diels) Verdc.
- Monanthotaxis caffra (E. Mey. ex Müll. Berol.) Verdc.
- Monanthotaxis capea (E. G. Camus & A. Camus) Verdc.
- Monanthotaxis cauliflora (Chipp) Verdc.
- Monanthotaxis chasei (N. Robson) Verdc.
- Monanthotaxis congoensis Baill.
- Monanthotaxis diclina (Sprague) Verdc.
- Monanthotaxis dictyoneura (Diels) Verdc.
- Monanthotaxis discolor (Diels) Verdc.
- Monanthotaxis discrepantinervia Verdc.
- Monanthotaxis elegans (Engl. ex Engl. & Diels) Verdc.
- Monanthotaxis faulknerae Verdc.
- Monanthotaxis ferruginea (Oliv.) Verdc.
- Monanthotaxis filamentosa (Diels) Verdc.
- Monanthotaxis foliosa (Engl. & Diels) Verdc.
- Monanthotaxis fornicata (Baill.) Verdc.
- Monanthotaxis germainii (Boutique) Verdc.
- Monanthotaxis gilletii (De Wild.) Verdc.
- Monanthotaxis glaucocarpa (Baill.) Verdc.
- Monanthotaxis glomerulata (Le Thomas) Verdc.
- Monanthotaxis heterantha (Baill.) Verdc.
- Monanthotaxis klainii (Engl.) Verdc.
- Monanthotaxis laurentii (De Wild.) Verdc.
- Monanthotaxis le-testui Pellegr.
- Monanthotaxis letouzeyi (Le Thomas) Verdc.
- Monanthotaxis littoralis (Bagsh. & Baker f.) Verdc.
- Monanthotaxis lucidula (Oliv.) Verdc.
- Monanthotaxis madagascariensis (Cavaco & Keraudren) Verdc.
- Monanthotaxis malacophylla (Diels) Verdc.
- Monanthotaxis mannii (Baill.) Verdc.
- Monanthotaxis micrantha (Baker) Verdc.
- Monanthotaxis mortehani (De Wild.) Verdc.
- Monanthotaxis nimbana (Schnell) Verdc.
- Monanthotaxis oligandra Exell
- Monanthotaxis orophila (Boutique) Verdc.
- Monanthotaxis parvifolia (Oliv.) Verdc.
- Monanthotaxis pellegrinii Verdc.
- Monanthotaxis pilosa (Baill.) Verdc.
- Monanthotaxis podocarpa (Diels) Verdc.
- Monanthotaxis poggei Engl. & Diels
- Monanthotaxis schweinfurthii (Engl. & Diels) Verdc.
- Monanthotaxis sororia (Diels) Verdc.
- Monanthotaxis stenosepala (Engl. & Diels) Verdc.
- Monanthotaxis trichantha (Diels) Verdc.
- Monanthotaxis trichocarpa (Engl. & Diels) Verdc.
- Monanthotaxis valida (Diels) Verdc.
- Monanthotaxis vogelii (Hook. f.) Verdc.
- Monanthotaxis whytei (Stapf) Verdc.

Selon NCBI (27 juillet 2017) :
- Monanthotaxis buchananii
- Monanthotaxis caffra
- Monanthotaxis congoensis
- Monanthotaxis fornicata
- Monanthotaxis glomerulata
- Monanthotaxis schweinfurthii
- Monanthotaxis trichocarpa
- Monanthotaxis whytei

Selon The Plant List (27 juillet 2017) :
- Monanthotaxis ambrensis (Cavaco & Keraudren) Verdc.
- Monanthotaxis angustifolia (Exell) Verdc.
- Monanthotaxis barteri (Baill.) Verdc.
- Monanthotaxis bicornis (Boutique) Verdc.
- Monanthotaxis boivinii (Baill.) Verdc.
- Monanthotaxis brachytricha (Diels) Verdc.
- Monanthotaxis buchananii (Engl.) Verdc.
- Monanthotaxis caesia (Diels) Verdc.
- Monanthotaxis caffra Verdc.
- Monanthotaxis capea (E.G. & A. Camus) Verdc.
- Monanthotaxis chasei (N. Robson) Verdc.
- Monanthotaxis congoensis Baill.
- Monanthotaxis diclina (Sprague) Verdc.
- Monanthotaxis dictyoneura (Diels) Verdc.
- Monanthotaxis discolor Verdc.
- Monanthotaxis discrepantinervia Verdc.
- Monanthotaxis elegans (Engl. & Diels) Verdc.
- Monanthotaxis faulknerae Verdc.
- Monanthotaxis ferruginea (Oliv.) Verdc.
- Monanthotaxis filamentosa (Diels) Verdc.
- Monanthotaxis foliosa (Engl. & Diels) Verdc.
- Monanthotaxis fornicata (Baill.) Verdc.
- Monanthotaxis germainii Verdc.
- Monanthotaxis gilletii (De Wild.) Verdc.
- Monanthotaxis glaucocarpa (Baill.) Verdc.
- Monanthotaxis heterantha (Baill.) Verdc.
- Monanthotaxis klainii (Engl.) Verdc.
- Monanthotaxis laurentii (De Wild.) Verdc.
- Monanthotaxis letestui Pellegr.
- Monanthotaxis letouzeyi (Le Thomas) Verdc.
- Monanthotaxis littoralis (Bagsh. & Baker f.) Verdc.
- Monanthotaxis lucidula (Oliv.) Verdc.
- Monanthotaxis madagascariensis (Cavaco & Keraudren) Verdc.
- Monanthotaxis malacophylla (Diels) Verdc.
- Monanthotaxis mannii (Baill.) Verdc.
- Monanthotaxis micrantha (Baker) Verdc.
- Monanthotaxis mortehanii (De Wild.) Verdc.
- Monanthotaxis nimbana (Schnell) Verdc.
- Monanthotaxis oligandra Exell
- Monanthotaxis orophila Verdc.
- Monanthotaxis parvifolia (Oliv.) Verdc.
- Monanthotaxis pellegrinii Verdc.
- Monanthotaxis pilosa (Baill.) Verdc.
- Monanthotaxis podocarpa (Diels) Verdc.
- Monanthotaxis poggei Engl. & Diels
- Monanthotaxis schweinfurthii (Engl. & Diels) Verdc.
- Monanthotaxis sororia (Diels) Verdc.
- Monanthotaxis stenosepala (Engl. & Diels) Verdc.
- Monanthotaxis trichantha (Diels) Verdc.
- Monanthotaxis trichocarpa (Engl. & Diels) Verdc.
- Monanthotaxis valida (Diels) Verdc.
- Monanthotaxis vogelii (Hook.f.) Verdc.
- Monanthotaxis whytei (Stapf) Verdc.

Selon Tropicos (27 juillet 2017) (Attention liste brute contenant possiblement des synonymes) :
- Monanthotaxis ambrensis (Cavaco & Keraudren) Verdc.
- Monanthotaxis angustifolia (Exell) Verdc.
- Monanthotaxis aquila P.H. Hoekstra
- Monanthotaxis atewensis P.H. Hoekstra
- Monanthotaxis atopostema P.H. Hoekstra
- Monanthotaxis barteri (Baill.) Verdc.
- Monanthotaxis bicornis (Boutique) Verdc.
- Monanthotaxis boivinii (Baill.) Verdc.
- Monanthotaxis bokoli (De Wild. & T. Durand) Verdc.
- Monanthotaxis brachytricha (Diels) Verdc.
- Monanthotaxis buchananii (Engl.) Verdc.
- Monanthotaxis caesia (Diels) Verdc.
- Monanthotaxis caffra Verdc.
- Monanthotaxis capea (E.G. & A. Camus) Verdc.
- Monanthotaxis cauliflora Verdc.
- Monanthotaxis chasei (N. Robson) Verdc.
- Monanthotaxis congoensis Baill.
- Monanthotaxis couvreurii P.H. Hoekstra
- Monanthotaxis diclina (Sprague) Verdc.
- Monanthotaxis dictyoneura (Diels) Verdc.
- Monanthotaxis discolor (Diels) Verdc.
- Monanthotaxis discrepantinervia Verdc.
- Monanthotaxis elegans (Engl. & Diels) Verdc.
- Monanthotaxis faulknerae Verdc.
- Monanthotaxis ferruginea (Oliv.) Verdc.
- Monanthotaxis filamentosa (Diels) Verdc.
- Monanthotaxis filipes P.H. Hoekstra
- Monanthotaxis foliosa (Engl. & Diels) Verdc.
- Monanthotaxis fornicata (Baill.) Verdc.
- Monanthotaxis germainii Verdc.
- Monanthotaxis gilletii Verdc.
- Monanthotaxis glaucocarpa (Baill.) Verdc.
- Monanthotaxis glomerulata (Le Thomas) Verdc.
- Monanthotaxis greveana
- Monanthotaxis heterantha (Baill.) Verdc.
- Monanthotaxis klainii (Pierre ex Engl. & Diels) Verdc.
- Monanthotaxis komorensis P.H. Hoekstra
- Monanthotaxis latistamina P.H. Hoekstra
- Monanthotaxis laurentii (De Wild.) Verdc.
- Monanthotaxis letestui Pellegr.
- Monanthotaxis letouzeyi (Le Thomas) Verdc.
- Monanthotaxis littoralis (Bagsh. & Baker f.) Verdc.
- Monanthotaxis lucidula (Oliv.) Verdc.
- Monanthotaxis madagascariensis (Cavaco & Keraudren) Verdc.
- Monanthotaxis malacophylla (Diels) Verdc.
- Monanthotaxis mannii (Baill.) Verdc.
- Monanthotaxis maputensis P.H. Hoekstra
- Monanthotaxis micrantha (Baker) Verdc.
- Monanthotaxis mortehanii (De Wild.) Verdc.
- Monanthotaxis nimbana (Schnell) Verdc.
- Monanthotaxis oligandra Exell
- Monanthotaxis oliveriana Verdc.
- Monanthotaxis orophila (Boutique) Verdc.
- Monanthotaxis paniculata P.H. Hoekstra
- Monanthotaxis parvifolia Verdc.
- Monanthotaxis pellegrinii Verdc.
- Monanthotaxis pilosa (Baill.) Verdc.
- Monanthotaxis podocarpa (Diels) Verdc.
- Monanthotaxis poggei Engl. & Diels
- Monanthotaxis schweinfurthii Verdc.
- Monanthotaxis sororia (Diels) Verdc.
- Monanthotaxis stenosepala (Engl. & Diels) Verdc.
- Monanthotaxis trichantha (Diels) Verdc.
- Monanthotaxis trichocarpa (Engl. & Diels) Verdc.
- Monanthotaxis tripetala P.H. Hoekstra
- Monanthotaxis valida (Diels) Verdc.
- Monanthotaxis vogelii (Hook. f.) Verdc.
- Monanthotaxis whytei (Stapf) Verdc.
- Monanthotaxis zenkeri P.H. Hoekstra